# Diez Mártires
Los Diez Mártires (en hebreo: עשרת הרוגי מלכות Aseret Harugei Malchut) fueron diez rabinos que vivieron durante la era de la Mishná que fueron martirizados por el Imperio Romano en el período posterior a la destrucción del Segundo Templo. Su historia se detalla en Midrash Eleh Ezkerah.
Aunque no fueron asesinados al mismo tiempo (ya que dos de los rabinos enumerados vivieron mucho antes de los otros ocho), un poema dramático (conocido como Eleh Ezkera) cuenta su historia como si hubieran sido asesinados juntos. Este poema se recita en Yom Kipur, y una variación de él en Tisha b’Av.

## Historia como se cuenta en el poemaEleh Ezkerah
En el poema, el emperador romano Adriano decide martirizar diez rabinos como «castigo» para los diez hermanos enumerados en la Torá que vendieron a su hermano José al Antiguo Egipto. Lo justifica diciendo que la pena por esto era la muerte. Aunque este crimen tuvo lugar casi 2000 años antes, y la ley judía no permite que los descendientes de pecadores sean castigados, el comandante romano sigue adelante con las ejecuciones porque (dice) hay 'ninguno como tú' diez que son capaces de rectificar este crimen.
El poema enumera los dos primeros que se ejecutarán: Rabban Simeon ben Gamaliell y el rabino Ismael ben Elisha ha-Kohen. Rabban Shimon Ben Gamliel fue decapitado, y mientras el rabino Yishmael lloraba, llorando sobre su cabeza cortada, la hija del gobernante romano codiciaba al rabino Yishmael por su belleza física. Cuando le dijeron que él también tendría que ser ejecutado, ella pidió que la piel de su cabeza se desfilaría mientras él estaba vivo, para que ella pudiera llenar la piel y mirarle la cara. Cuando los sirvientes comenzaron a despojar la piel de la frente donde se coloca la filacteria, Yishmael lloró en voz alta y murió. El próximo en morir fue el rabino Akiva, cuya piel fue rastrillada con peines de hierro. A pesar del dolor que lo consumía, aún era capaz de proclamar la providencia de Dios en el mundo recitando el Shemá, prolongando el Echad final - "Uno". El siguiente sabio martirizado fue el rabino Haninah ben Teradion, que fue envuelto en un pergamino de la Torá y quemado vivo. Se le colocaron esponjas húmedas de lana en el pecho para asegurarse de que no moriría rápidamente. Cuando estaba siendo quemado, les dijo a sus alumnos que podía ver las cartas de la Sagrada Torá «volando» hacia el cielo.
En el poema, los mártires restantes enumerados son Hutzpit el Intérprete, Elazar ben Shamua, Hanina ben Hakinai, Yesheivav el Escriba, Judá ben Dama y Judá ben Baba, en ese orden. En Midrash Eleh Ezkerah, la orden es algo diferente.

## Evaluación histórica
La imaginación popular se apoderó de este episodio en la historia judía, y lo embelleció con varias historias que relatan las virtudes de los mártires y la fortaleza mostrada por ellos durante su ejecución. Estas leyendas se convirtieron en el Gueonim men el tema de un midrash especial: el Midrash Asarah Harugei Malkut, o Midrash Eleh Ezkerah. Las muertes se describen en ella como espantosas. Contrariamente a los relatos dados en el Talmud, Midrash Rabbah, y Midrash Eleh Ezkerah, que claramente afirman que hubo intervalos entre las ejecuciones de los diez maestros, el poema Eleh Ezkerah describe sus martirios como ocurridos el mismo día, probablemente con el fin de producir un mayor efecto en la mente del lector.

## Uso en ritual
El poema Eleh Ezkerah es más conocido como parte del recital de la hoja de la musa de Yom Kipur en el ritual Asquenazí. Esto se hizo parte de estos servicios debido al impacto que la pérdida de tantos pilares del judaísmo tendría en las masas. Como tal, se ha convertido en uno de los "puntos culminantes» del día, marcando un punto en el que la congregación debe reflexionar sobre sus propias vidas y los sacrificios que se hicieron por su bien.
Un poema similar Arzei haLevanon se recita como uno de los Kinot en Tisha b'Av.